# Świadkowie Jehowy w Salwadorze
Świadkowie Jehowy w Salwadorze – społeczność wyznaniowa w Salwadorze, należąca do ogólnoświatowej wspólnoty Świadków Jehowy, licząca w 2023 roku 37 680 głosicieli, należących do 607 zborów. Na dorocznej uroczystości Wieczerzy Pańskiej w 2023 roku zgromadziło się 81 625 osób (1,5% mieszkańców kraju). Działalność miejscowych głosicieli koordynuje Środkowoamerykańskie Biuro Oddziału w El Tejocote na przedmieściach stolicy Meksyku. Biuro Krajowe znajduje się w San Salvador.

## Historia
Działalność zapoczątkowali zagraniczni głosiciele w roku 1916. 
W lutym 1945 roku przybyli do Salwadoru pierwsi misjonarze, absolwenci Szkoły Gilead – małżeństwo Roscoe i Hilda Stone. W tym samym roku pierwszy Salwadorczyk – Antonio Molina Choto został Świadkiem Jehowy, a kolejnymi zostali Herminio Ramírez i jego żona. Pod koniec roku 1945 do Salwadoru przybyło kolejnych 6 misjonarzy. 
Rok później kraj odwiedził Nathan H. Knorr i w maju 1946 utworzono Biuro Oddziału, którego nadzorcą w czerwcu został Leo Mahan. W tym roku do Salwadoru przybyło kolejnych czworo misjonarzy, w kraju działało 151 głosicieli.
W czerwcu 1946 roku rozpoczęto działalność w Santa Ana, w sierpniu 1947 w San Miguel, a później w następnych miejscowościach, m.in. San Juan Talpa, Quezaltepeque, San Sebastián, Los Planes de Renderos, Santiago Texacuangos. W roku 1947 w San Salvador otworzono dom misjonarski. W dniach od 21 do 23 marca tego samego roku w Santa Ana odbyło się pierwsze w tym kraju zgromadzenie obwodowe z udziałem 475 obecnych. W roku 1948 przekroczono liczbę 200 głosicieli. W tym czasie z grona siedemnastu misjonarzy w kraju pozostawiono pięcioro, a nadzorcą Biura Oddziału został skierowany z Gwatemali absolwent Szkoły Gilead Charles Beedle. W listopadzie 1948 roku do kraju skierowano dwie misjonarki usługujące już wcześniej na terenie hiszpańskojęzycznym. W styczniu 1949 roku rozpoczęto nadawanie codziennego programu religijnego w radiu YSLL. W marcu tego samego roku w San Salvador otwarto Biuro Oddziału i w tym samym miesiącu w stolicy odbyło się kolejne zgromadzenie.
W roku 1950 liczba głosicieli wzrosła do 250, a w kraju działało także 18 misjonarzy. W kwietniu następnego roku w zgromadzeniu w Santa Ana wzięło udział 1300 osób, w tym ponad 320 głosicieli działających w Salwadorze. W stolicy powstała pierwsza w tym kraju Sala Królestwa. W roku 1952 w kongresie zorganizowanym w stolicy wzięło udział przeszło 640 osób, a na zgromadzeniu, które odbyło się również w San Miguel i w Santa Ana, obecnych było przeszło 800 osób. W dniach od 13 do 18 marca 1953 roku Salwador odwiedził Frederick W. Franz, który wygłosił przemówienie do 1225 obecnych w stołecznym Teatrze Narodowym.
W grudniu 1954 roku kraj odwiedził ponownie Nathan H. Knorr. W roku 1955 wybudowano Biuro Oddziału, którego projektantem i jednym z budowniczych był Rey Baltasar Perla Rivas, który zanim zaczął poznawać wierzenia Świadków Jehowy, był Ministrem Robót Publicznych w gabinecie Óscara Osorio. Studiował on Biblię z misjonarką, absolwentką pierwszej klasy Szkoły Gilead, Charlotte Bowin (po mężu Schroeder) i 22 maja 1955 roku został ochrzczony.
W roku 1956 programy Świadków Jehowy nadawano również w radiu YSAX. W 1957 roku przekroczono liczbę 500 głosicieli. W latach 1957–1959 do kraju przyjechały kolejne grupy misjonarzy. 53 delegatów z Salwadoru uczestniczyło w kongresie pod hasłem „Wola Boża”, który odbył się w Nowym Jorku.
W marcu 1961 roku do Salwadoru przebył Nathan Knorr, a jego przemówienia wysłuchało 1130 osób. W kongresach pod hasłem „Odważni słudzy”, które odbyły się latem 1962 roku uczestniczyły 1542 osoby.
W maju 1965 roku zorganizowano pomoc humanitarną dla poszkodowanych przez trzęsienie ziemi. W tym samym roku zanotowano liczbę ponad tysiąca głosicieli. W grudniu 1966 roku odbył się kongres międzynarodowy pod hasłem „Synowie Boży – synami wolności”, w którym wzięło udział około 5 tysięcy osób, a 105 zostało ochrzczonych. Rok później do Salwadoru przybyło 5 kolejnych misjonarzy.
W grudniu 1967 roku zorganizowano kongres pod hasłem „Dzieło czynienia uczniów”, w którym wzięło udział ponad 3000 osób, w następnym roku z kongresu pod hasłem „Dobra nowina dla wszystkich narodów” skorzystało ponad 4500 osób, a z kongresu pod hasłem „Pokój na ziemi” w styczniu 1970 roku 3850 osób. W grudniu 1970 roku w kongresie pod hasłem „Ludzie dobrej woli” uczestniczyły 5322 osoby.
Uznanie prawne nastąpiło 27 marca 1972 roku. Kongres pod hasłem „Boskie zwycięstwo” odbył się w dniach od 19 do 23 grudnia 1973 roku w San Salvador; uczestniczyło w nim 10 788 osób, a 1046 zostało ochrzczonych (28% działających głosicieli). W grudniu 1978 roku w kongresie pod hasłem „Zwycięska wiara” uczestniczyło 11 109 osób, a 470 zostało ochrzczonych. W 1979 roku przekroczono liczbę 6 tysięcy głosicieli. W 22 kongresach pod hasłem „Żywa nadzieja”, zorganizowanych w tym samym roku, uczestniczyły 24 794 osoby.
1 marca 1980 roku otwarto Salę Zgromadzeń w okolicy Ilopango. Na przełomie grudnia 1980 i stycznia 1981 roku na Estadio Nacional Flor Blanca zorganizowano kongres pod hasłem „Miłość Boża”, w którym uczestniczyło 11 939 osób, a 830 zostało ochrzczonych. W 1982 roku przekroczono liczbę 10 tysięcy głosicieli. 12 listopada 1988 roku z udziałem 22 091 obecnych otwarto nowe Biuro Oddziału w San Salvador. W roku 1989 osiągnięto nową najwyższą – 17 647 głosicieli.
W roku 1998 zorganizowano pomoc humanitarną dla poszkodowanych przez huragan Mitch, a kilka dni po jego przejściu w San Salvador odbył się kongres pod hasłem „Boża droga życia”. Świadkowie Jehowy udzielili pomocy ofiarom huraganu w dotarciu na zgromadzenie. Wypożyczono autobusy, przygotowano kwatery i pomoc medyczną. W kongresie uczestniczyło 46 855 osób.

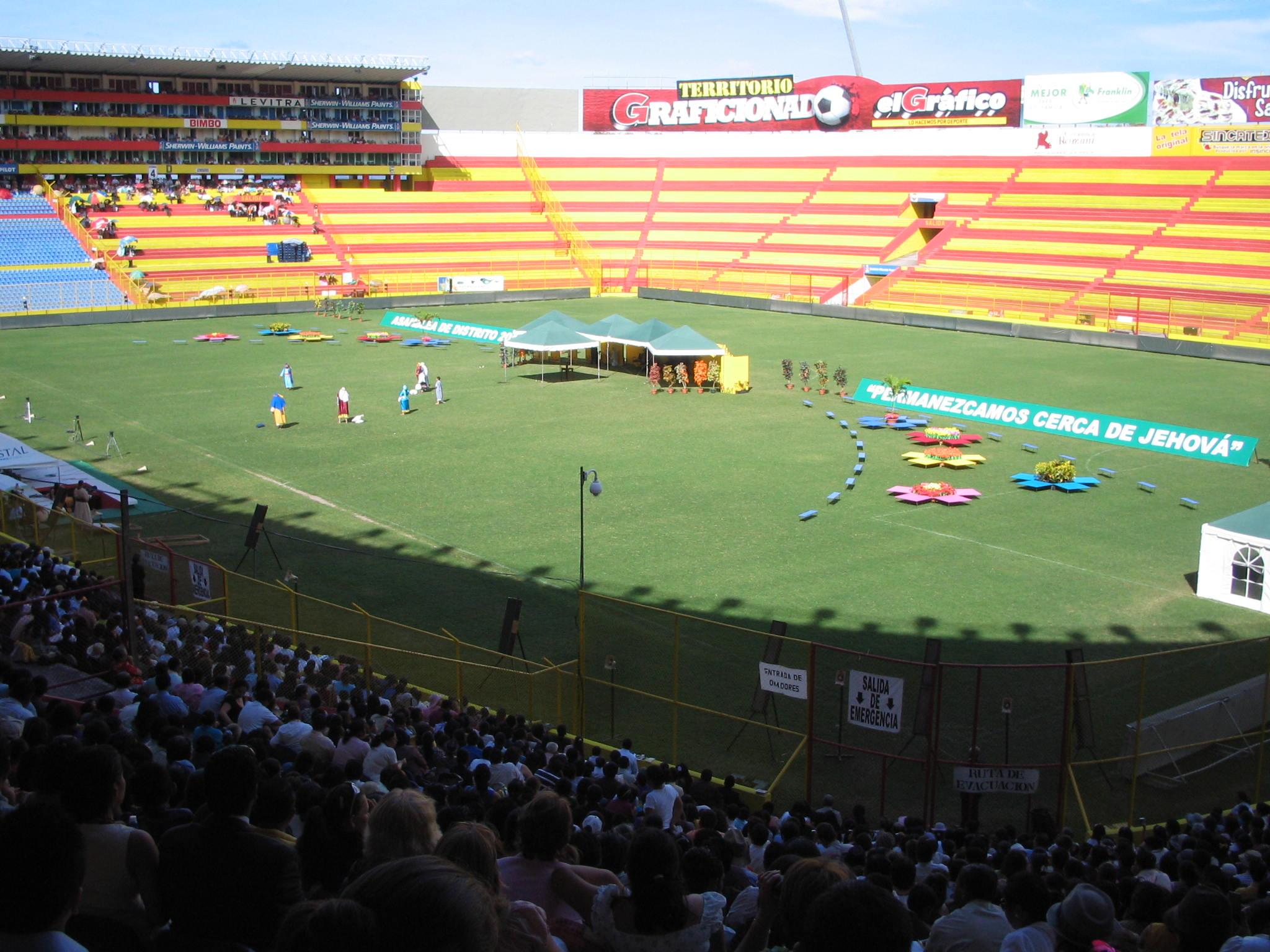
Kongres pod hasłem „Trwaj przy Jehowie!” na Estadio Cuscatlán (2010)

W roku 2001 zorganizowano pomoc humanitarną dla poszkodowanych przez trzęsienie ziemi. Liczbę 30 tysięcy głosicieli osiągnięto w 2003 roku, a 40 tysięcy w 2014 roku. W 2011 roku na uroczystości Pamiątki zebrało się 96 002 osoby (ok. 2% mieszkańców kraju). W 2012 roku nadzór nad działalnością miejscowych wyznawców przejęło meksykańskie Biuro Oddziału. Na terenach zamieszkanych przez mniejszą liczbę głosicieli prowadzone są specjalne kampanie kaznodziejskie.
Zebrania zborowe odbywają się w języku hiszpańskim, angielskim, chińskim, oraz salwadorskim migowym. Kongresy regionalne odbywają się w języku hiszpańskim, angielskim oraz salwadorskim migowym.